# Caspar Ritter

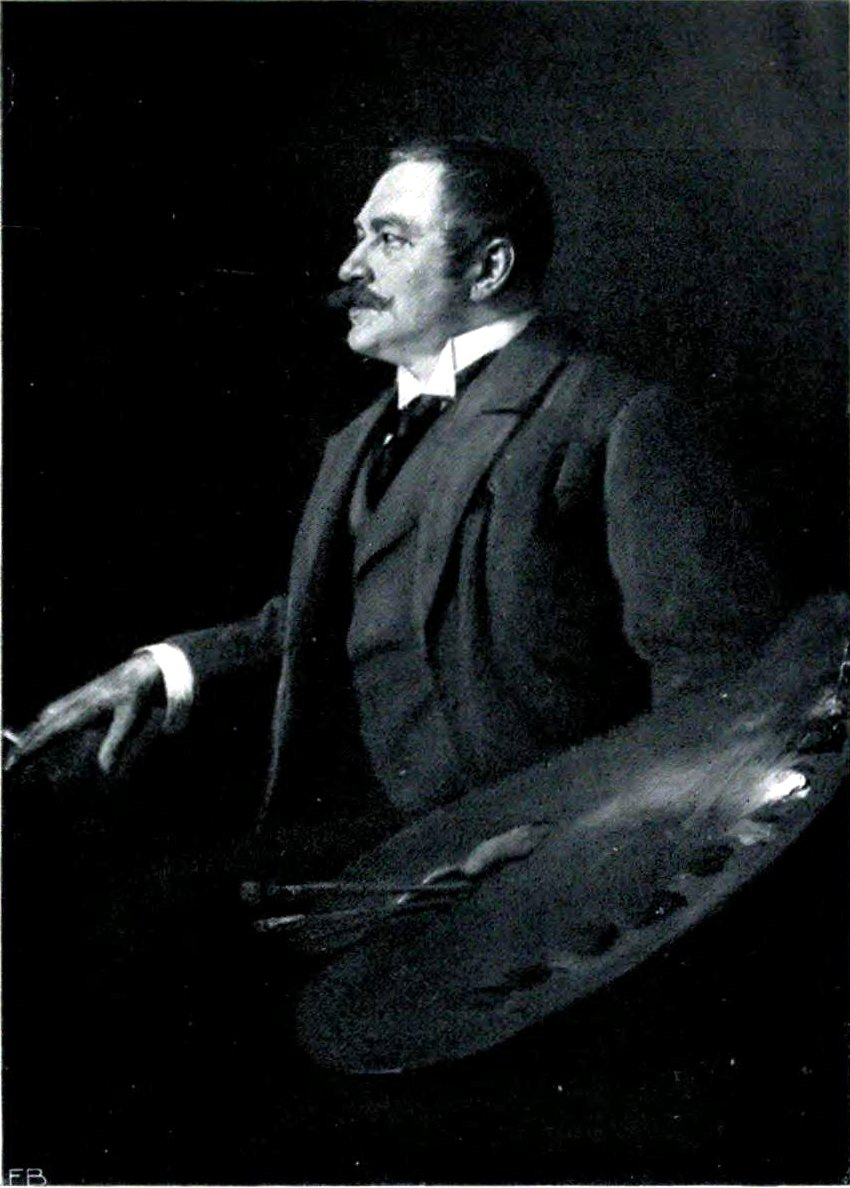
Otto Propheter: Bildnis Caspar Ritter

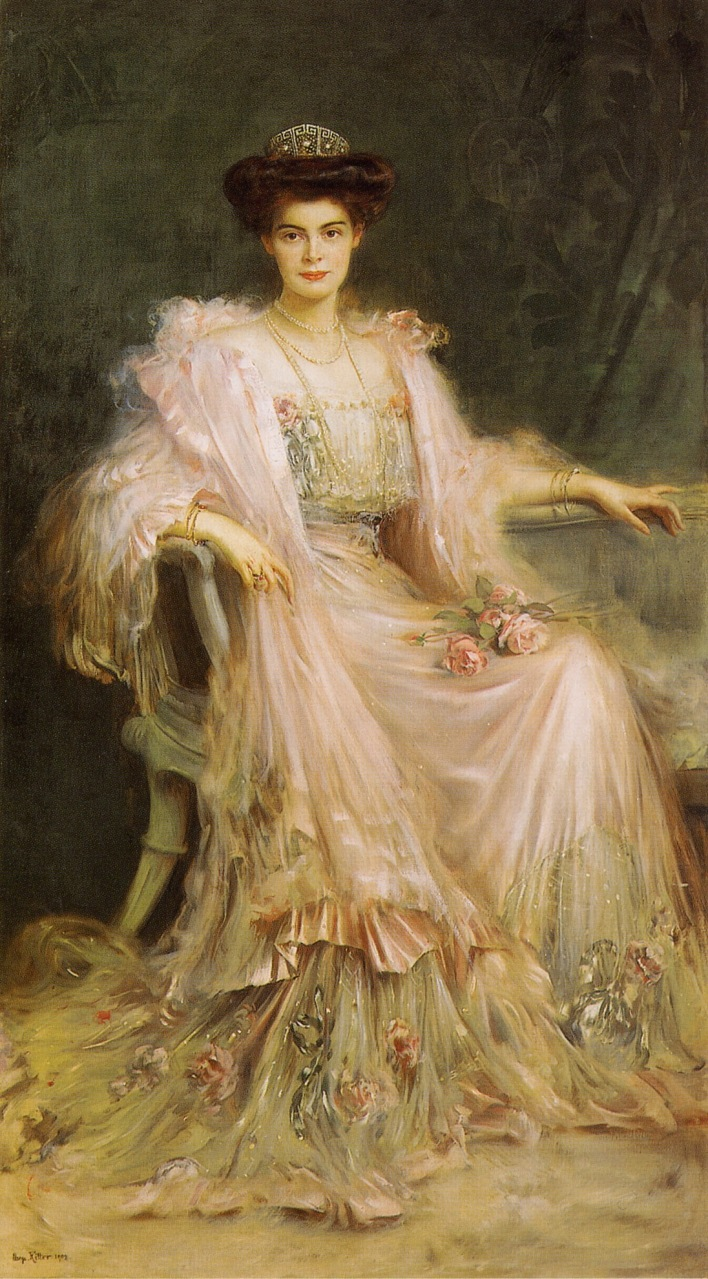
Caspar Ritter: Bildnis der Kronprinzessin Cecilie von Preussen, 1908

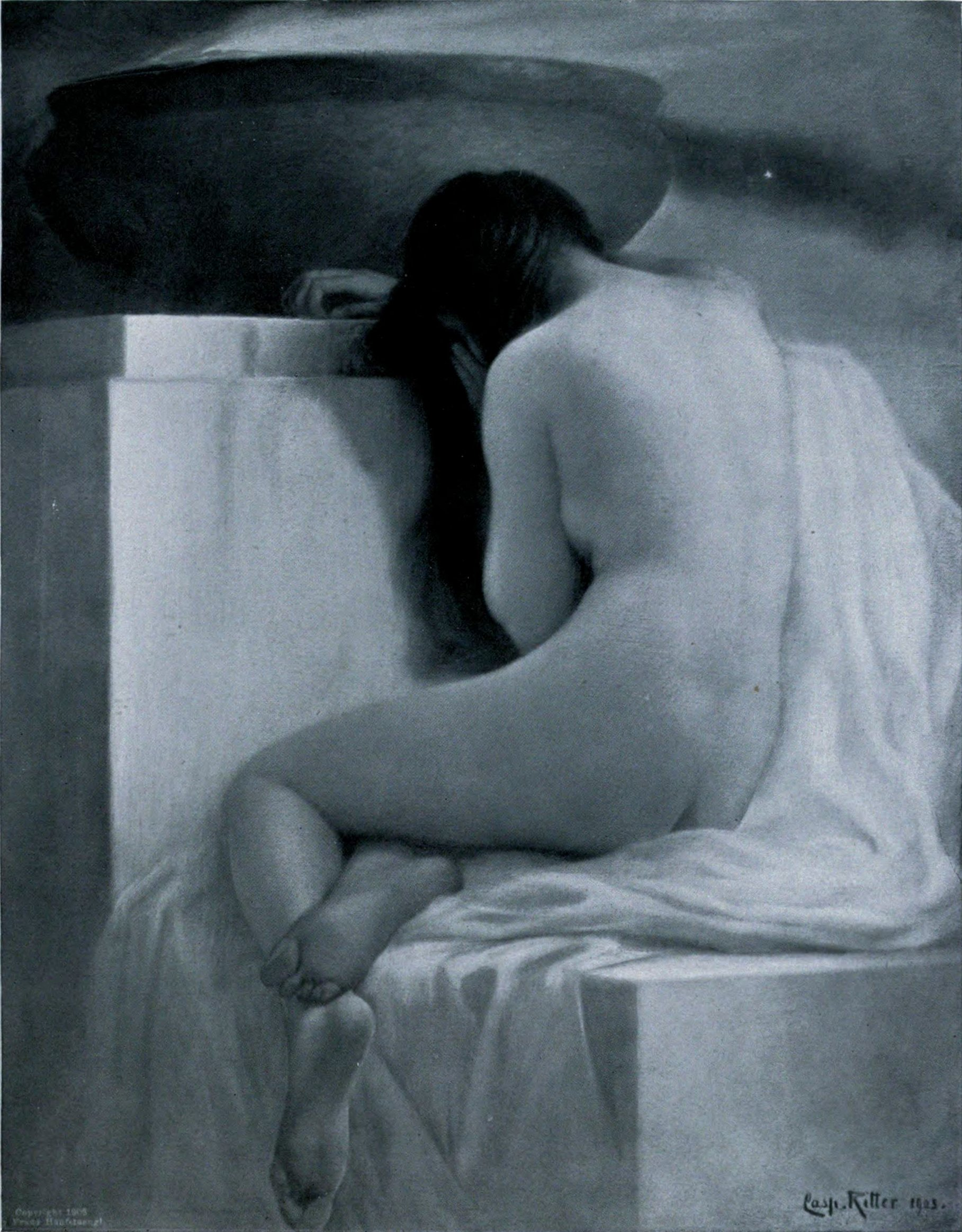
Caspar Ritter: Das Opfer

Caspar Ritter (* 7. Februar 1861 in Esslingen am Neckar; † 18. Juli 1923 in Ermatingen, Kanton Thurgau) war ein Schweizer Maler.

## Leben
Er war das zweite von acht Kindern des Spinnereidirektors Johann Ulrich Ritter. Seine Mutter war eine geborene Schellenberg. Caspar Ritter besuchte die Primarschule in Töss und Gmunden sowie die Sekundarschule, beim Grossvater wohnend, wieder in Töss. Danach absolvierte er eine Lehre als Maschinentechniker bei Trindler & Knobel in Flums und trat 1879 eine Stelle in der Maschinenfabrik Rieter und Co. in Töss an. Gesundheitliche Probleme und zunehmendes Interesse an der Malerei legten jedoch den Wechsel zur Kunst nahe. 1880 begann er, auch auf Empfehlung seines Bruders, der selbst Lehrer war, eine Ausbildung zum Zeichenlehrer am Technikum Winterthur unter Leitung von Anton Seder und Léon Pétua; dort lernte er auch den späteren Kunst- und Antiquitätenhändler Heinrich Messikommer kennen, mit den ihn eine lebenslange Freundschaft verband. Ab 1882 studierte er an der Akademie in München bei Alois Gabl, Ludwig von Herterich und Ludwig von Löfftz. Nach erfolgreichem Abschluss des Studiums leitete er 1886 dort die Akademische Vorschule. Im gleichen Jahr heiratete er Wilhelmine Sophie, geb. Linder. Aus dem Grossbürgertum stammend konnte sie ihm Kontakte und daraus hervorgehende bedeutende Aufträge vermitteln. Ab 1887 war Ritter als Lehrer der Figurenmalklasse am Städel’schen Institut in Frankfurt am Main tätig. Im Jahr darauf berief ihn Grossherzog Friedrich von Baden an die Kunstakademie in Karlsruhe, wo bis 1919 als Professor für Porträtmalerei lehrte. Er unternahm Reisen nach Holland (1887), Neapel (1896) und Paris (1900). 1896 erhielt er auf der Internationalen Kunstausstellung in Berlin eine kleine Goldmedaille. Von 1896 bis 1900 gehörte er der Eidgenössischen Kunstkommission an. Ritter verstarb am 18. Juli 1923 während eines Kuraufenthalts in Ermatingen an einem Herzinfarkt.

## Werk
Ritter war ein Porträt-, Genre- und Aktmaler. In der Schweiz machten ihn vor allem seine Genrebilder bekannt. Von 1895 bis 1900 stellte er jährlich im Zürcher Künstlerhaus aus. Seine Porträts waren besonders in Deutschland beliebt, hier war er auf Ausstellungen unter anderem in Karlsruhe, Frankfurt am Main, Berlin und München vertreten. Bedeutende Persönlichkeiten der Gesellschaft liessen sich von Ritter porträtieren. Bilder von ihm befinden sich in den Sammlungen vom Zähringer Museum, Kunstmuseum Düsseldorf, Musée Rath, Staatliche Kunsthalle Karlsruhe, Städtische Kunsthalle Mannheim, Kunstmuseum St. Gallen und Kunstmuseum Winterthur.
Eine Auswahl seiner Werke:
Porträts
- seiner Frau Sophie, 1892
- Thekla Lang-Schleuniger, 1895, Kunstmuseum Winterthur,
- Kuno Fischer, 1896
- Schriftsteller Jakob Christoph Heer
- erster Direktor des Schweizerischen Landesmuseums, Heinrich Angst, 1897[5]
- Grossherzog Friedrich von Baden
- Prinzessin Hohenlohe-Langenburg
- Gräfin Reichenbach
- Kronprinzessin Cecilie
- Kaiser Wilhelm II.
- Gruppenbildnis des Prinzen und der Prinzessin Löwenstein
- Familienbild der Prinzessinnen Löwenstein

Genrebilder
- Appenzeller Stickerinnen, 1890, Öl auf Leinwand, 140 × 184 cm, Kunstmuseum Winterthur
- Vesperzeit, 1895, Kunstmuseum St. Gallen
- Daheim, Musée Rath

Aktbilder
- Der Morgen, Bildergalerie Magdeburg
- Bacchantin
- Das Opfer

## Auszeichnungen (Auswahl)
- Ritterkreuz 1. Klasse mit Eichenlaub des Zähringer Löwenordens
- 1896: Goldmedaille bei der Grossen Berliner Kunstausstellung
- 1902: Verdienstmedaille für Staatsbeamte, Ritterkreuz 1. Klasse vom Orden Berthold des Ersten

## Schüler
- Heinrich Pforr
- Erich Kips
- Maria Krauskopf
- Karl Rauber